# Piotr Soczyński
Piotr Soczyński, né le 18 janvier 1967 à Łódź, est un footballeur polonais qui évoluait poste d'attaquant.

## Biographie
Il a été sélectionné à 30 reprises en équipe de Pologne entre 1989 et 1992.